# Drei Türme (Luxemburg)

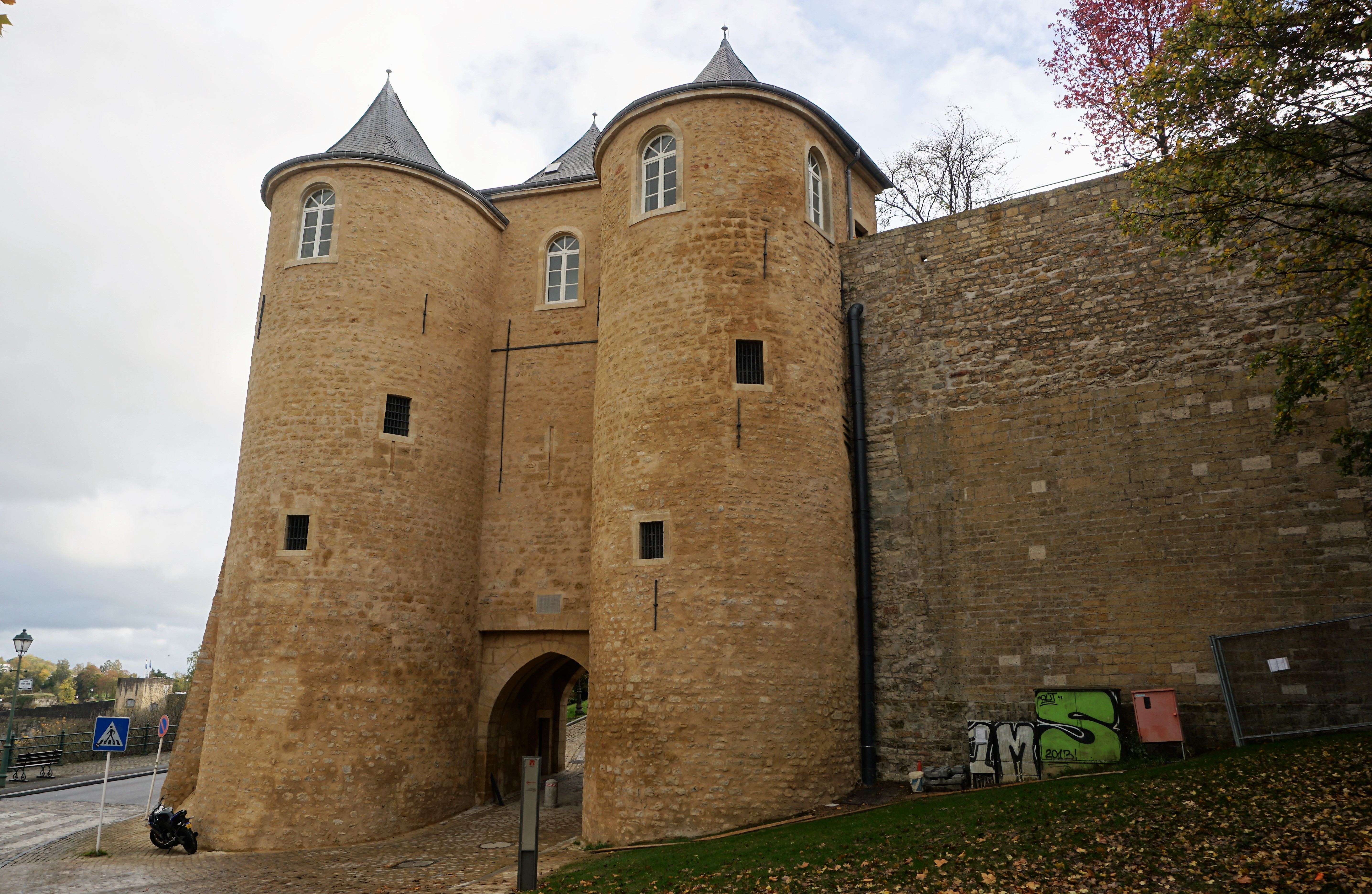
Die Nordseite der Drei Türme

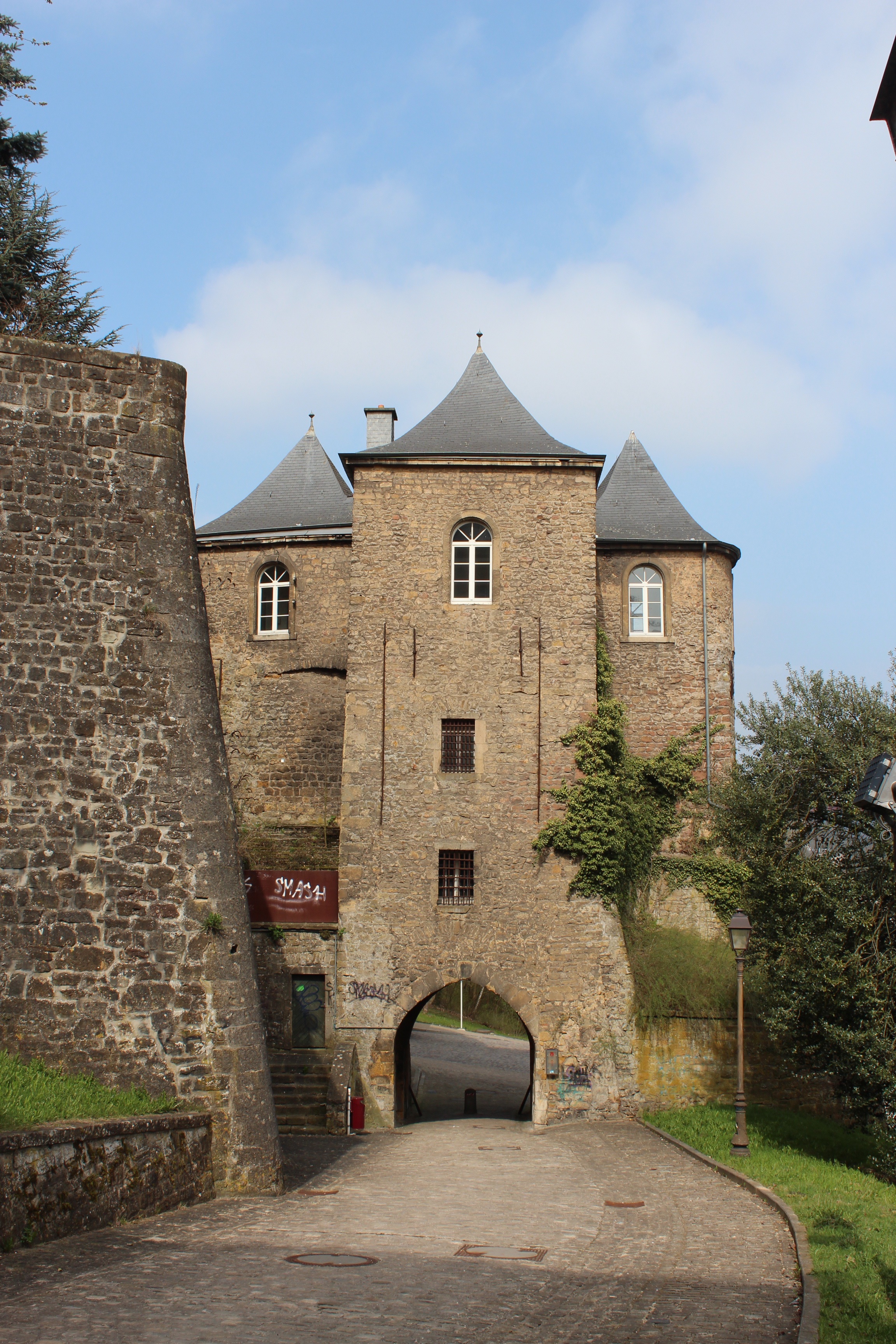
Die drei Türme von Süden gesehen

Die Drei Türme (auch Porte du Pfaffenthal) gehören zu den ältesten Gebäuden der Stadt Luxemburg im Großherzogtum Luxemburg.
Der mittlere, rechteckige Turm war Teil der zweiten Stadtmauer (Festung Luxemburg) und wurde um 1050 erbaut. Die beiden runden Außentürme wurden vermutlich Mitte des 13. Jahrhunderts angebaut.
Die Türme dienten später als Gefängnis.
Noch heute tragen die Vollzugsmitarbeiter (Giichtercher) im Gefängnis Schrassig das Emblem mit den drei Türmen am Kragen ihrer Uniform.
Die Türme in der Oberstadt selbst können nicht besichtigt werden, sind aber ein Anziehungspunkt für Touristen.
Vor dem Gebäude hat man eine Aussicht auf das Pfaffenthal und das Kirchberg-Plateau.